# گمینا کوژوخوو
گمینا کوژوخوو (به لهستانی:  Gmina Kożuchów) یک گمینا در لهستان است که در شهرستان نووا سول واقع شده‌است. گمینا کوژوخوو ۱۷۸٫۸۲ کیلومتر مربع مساحت و ۱۵٬۹۹۳ نفر جمعیت دارد.